# قلعه تیگنه
قلعهٔ تینگه یا فورت تیگنه (به مالتی: Il-Forti Tigné - Il-Fortizza ta' Tigné؛ الفورت تاع تینگه) یک قلعه چند ضلعی در محلهٔ تینگه در شهر سلیمه، کشور مالت است. این بنا توسط شوالیه‌های سنت جان بین سال‌های ۱۷۹۳ و ۱۷۹۵ برای محافظت از ورودی بندر مارسامکست ساخته شد. این قلعه یکی از قدیمی‌ترین قلعه‌های چند ضلعی در جهان است. قلعه تینگه در قرن نوزدهم توسط بریتانیا به‌طور گسترده تغییر یافت و تا سال ۱۹۷۹ توسط ارتش مورد استفاده قرار می‌گرفت.
قلعهٔ تینگه در اوایل قرن بیست و یکم میلادی مرمت شد و اکنون وضعیت مناسبی دارد. این بنا از سال ۱۹۹۸ در فهرست آزمایشی میراث جهانی در مالت ثبت شده است.